# Rob Knight (biòleg)
Rob Knight (nascut 1976-77 a Dunedin, Nova Zelanda) és un microbiòleg computacional i professor a la Universitat de Califòrnia, San Diego. La seva recerca gira entorn el desenvolupament de tècniques de laboratori i computacionals per caracteritzar els microbiomes dels humans, els animals i el medi ambient.
Knight va completar una llicenciatura en bioquímica a la Universitat d'Otago i un doctorat en ecologia i biologia evolutiva a la Universitat de Princeton el 2001, on la seva tesi era "L'origen i l'evolució del codi genètic". Fins al 2014, va ser professor a la Universitat de Colorado Boulder. El 2015 s'uneix a la Universitat de California San Diego per dirigir la Microbiome Initiative i formar el seu grup de recerca Knight's lab. Des de llavors, exerceix com a professor de Pediatria, Informatica i Enginyeria.
El 2015, va publicar el llibre de divulgació científica Follow Your Gut: The Enormous Impact of Tiny Microbes, juntament amb el periodista científic Brendan Buhler.